# Saint-Nabord-sur-Aube
Saint-Nabord-sur-Aube è un piccolo comune francese di 134 abitanti situato nel dipartimento dell'Aube nella regione del Grand Est.

## Società

### Evoluzione demografica
Abitanti censiti